# Asilus angustialis
Asilus angustialis là một loài ruồi trong họ Asilidae. Asilus angustialis được Zhang miêu tả năm 1989. Loài này phân bố ở vùng Cổ Bắc giới.